# Kanton Saissac
Saissac is een voormalig kanton van het Franse departement Aude. Het kanton maakte deel uit van het arrondissement Carcassonne. Het werd opgeheven bij decreet van 21 februari 2014 met uitwerking op 22 maart 2015.

## Gemeenten
Het kanton Saissac omvatte de volgende gemeenten:
- Brousses-et-Villaret
- Cuxac-Cabardès
- Fontiers-Cabardès
- Fraisse-Cabardès
- Lacombe
- Laprade
- Saint-Denis
- Saissac (hoofdplaats)